# بلین نیل
بلین نیل (انگلیسی: Blaine Neal؛ زادهٔ ۶ آوریل ۱۹۷۸) بازیکن بیس‌بال اهل ایالات متحده آمریکا است.
از باشگاه‌هایی که در آن بازی کرده‌است می‌توان به بوستون رد ساکس اشاره کرد.
وی در مسابقات کشوری و بین‌المللی در مجموع برندهٔ ۱ مدال برنز شده‌است.